# Jessa Khan
Pour les articles homonymes, voir Khan (homonymie).
Jessa Khan, née le 16 octobre 2001 à Corpus Christi (Texas) est une pratiquante de ju-jitsu américano-cambodgienne, médaillée d'or aux Jeux asiatiques de 2018.

## Carrière
Née d'une mère originaire d'Amérique latine et d'un père cambodgien, elle débute le ju-jitsu à l'âge de 8 ans.
Le 24 août 2018, aux Jeux asiatiques de 2018, elle remporte la médaille d'or en ju-jitsu dans la catégorie des - 49 kg en battant l'Emiratie Mahra Alhinaai. C'est la première médaille d'or remportée par le Cambodge aux Jeux asiatiques depuis 2004. Quelques mois plus tard, aux Mondiaux, elle remporte de nouveau une médaille d'or dans la catégorie ne-waza 49 kg.